# Wyspy Salomona na Letnich Igrzyskach Olimpijskich 2012
Wyspy Salomona na Letnich Igrzyskach Olimpijskich 2012, które odbyły się w Londynie, reprezentowało 4 zawodników. Chorążym ekipy była sztangistka Jenlyn Wini.
Był to ósmy start reprezentacji Wysp Salomona na letnich igrzyskach olimpijskich.

## Reprezentanci

### Judo
Mężczyźni
| Zawodnik  | Konkurencja | 1/32             | 1/16                       | 1/8                        | Ćwierćfinały     | Półfinały        | Repesaż 1        | Repesaż 2        | Repesaż 3        | Finał            | Finał   |
| Zawodnik  | Konkurencja | Przeciwnik Wynik | Przeciwnik Wynik           | Przeciwnik Wynik           | Przeciwnik Wynik | Przeciwnik Wynik | Przeciwnik Wynik | Przeciwnik Wynik | Przeciwnik Wynik | Przeciwnik Wynik | Pozycja |
| --------- | ----------- | ---------------- | -------------------------- | -------------------------- | ---------------- | ---------------- | ---------------- | ---------------- | ---------------- | ---------------- | ------- |
| Tony Lomo | -60 kg      | BYE              | Neuso Sigauque W 0100-0010 | Sofiane Milous P 0001-0020 | NQ               | NQ               | NQ               | NQ               | NQ               | NQ               | NQ      |

### Lekkoatletyka
Mężczyźni
| Zawodnik     | Konkurencja | Preeliminacje | Preeliminacje | Eliminacje | Eliminacje | Półfinał | Półfinał | Finał | Finał   |
| Zawodnik     | Konkurencja | Wynik         | Miejsce       | Wynik      | Miejsce    | Wynik    | Miejsce  | Wynik | Miejsce |
| ------------ | ----------- | ------------- | ------------- | ---------- | ---------- | -------- | -------- | ----- | ------- |
| Chris Walasi | 100 m       | 11,43         | 6.            | NQ         | NQ         | NQ       | NQ       | NQ    | NQ      |

Kobiety
| Zawodniczka    | Konkurencja | Preeliminacje | Preeliminacje | Eliminacje | Eliminacje | Półfinał | Półfinał | Finał | Finał   |
| Zawodniczka    | Konkurencja | Wynik         | Miejsce       | Wynik      | Miejsce    | Wynik    | Miejsce  | Wynik | Miejsce |
| -------------- | ----------- | ------------- | ------------- | ---------- | ---------- | -------- | -------- | ----- | ------- |
| Pauline Kwalea | 100 m       | 12,90         | 5.            | NQ         | NQ         | NQ       | NQ       | NQ    | NQ      |

### Podnoszenie ciężarów
Kobiety
| Zawodniczka | Konkurencja | Rwanie | Rwanie  | Podrzut | Podrzut | Razem | Pozycja |
| Zawodniczka | Konkurencja | Wynik  | Pozycja | Wynik   | Pozycja | Razem | Pozycja |
| ----------- | ----------- | ------ | ------- | ------- | ------- | ----- | ------- |
| Jenlyn Wini | -58 kg      | 65     | 19.     | 95      | 17.     | 160   | 17.     |